# Löksnäcka
Löksnäcka (Oxychilus alliarius) är en snäckart som först beskrevs av J. S. Miller 1822. Enligt Catalogue of Life ingår Löksnäcka i släktet Oxychilus och familjen Zonitidae, men enligt Dyntaxa är tillhörigheten istället släktet Oxychilus och familjen glanssnäckor. Enligt den finländska rödlistan är arten nära hotad i Finland. Arten är reproducerande i Sverige. Artens livsmiljö är fuktiga lundar. Inga underarter finns listade i Catalogue of Life.

## Bildgalleri

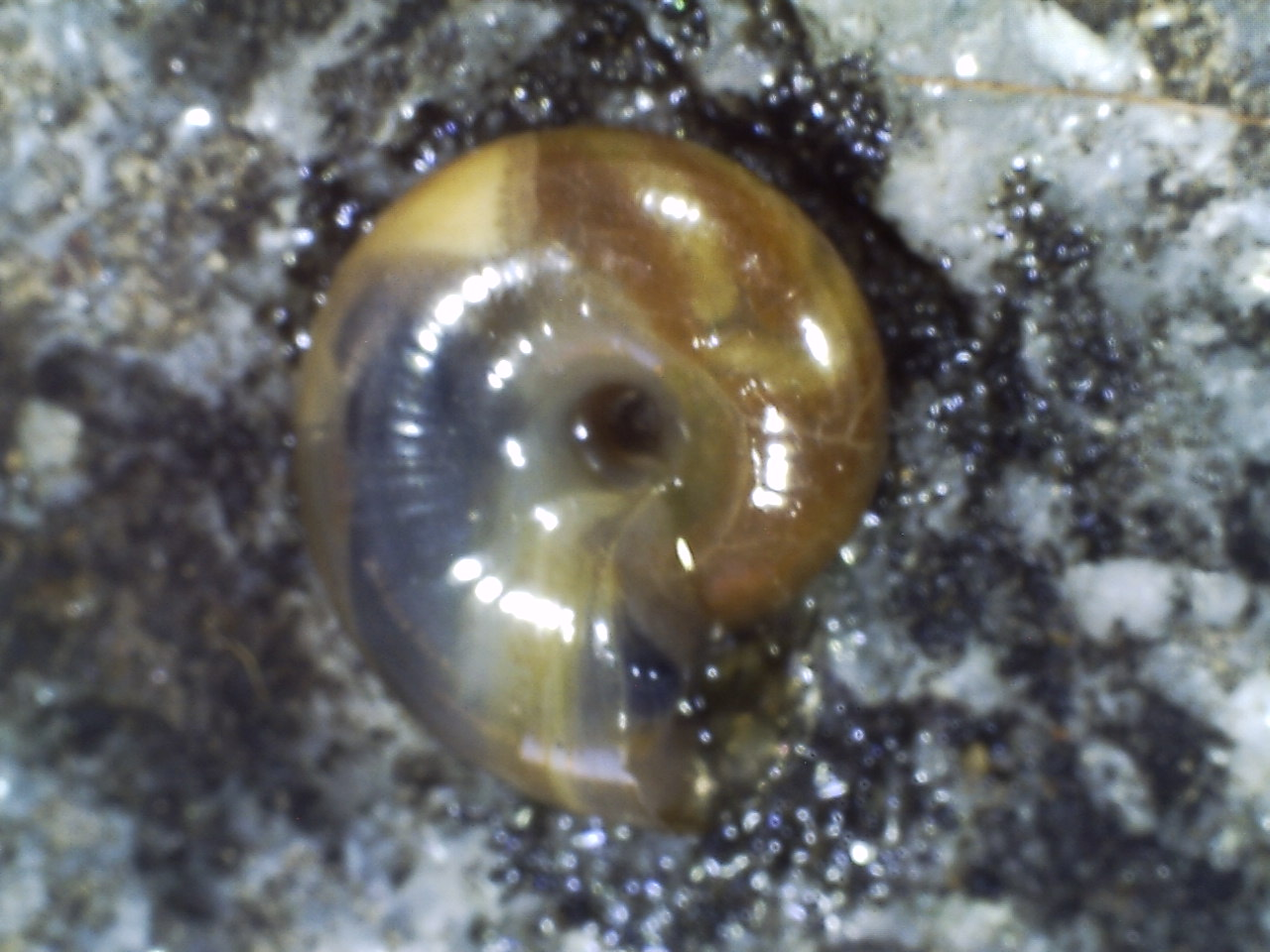
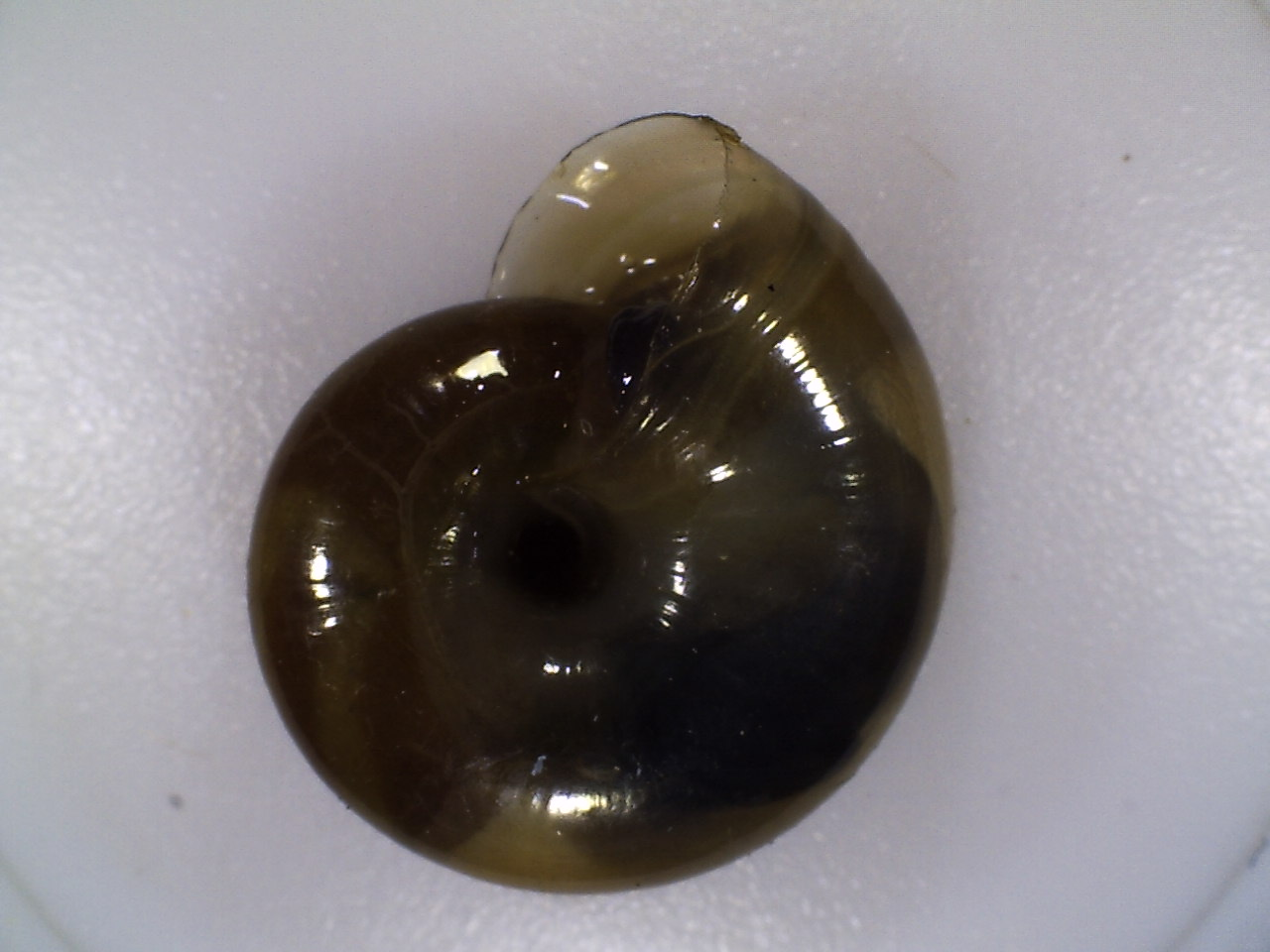
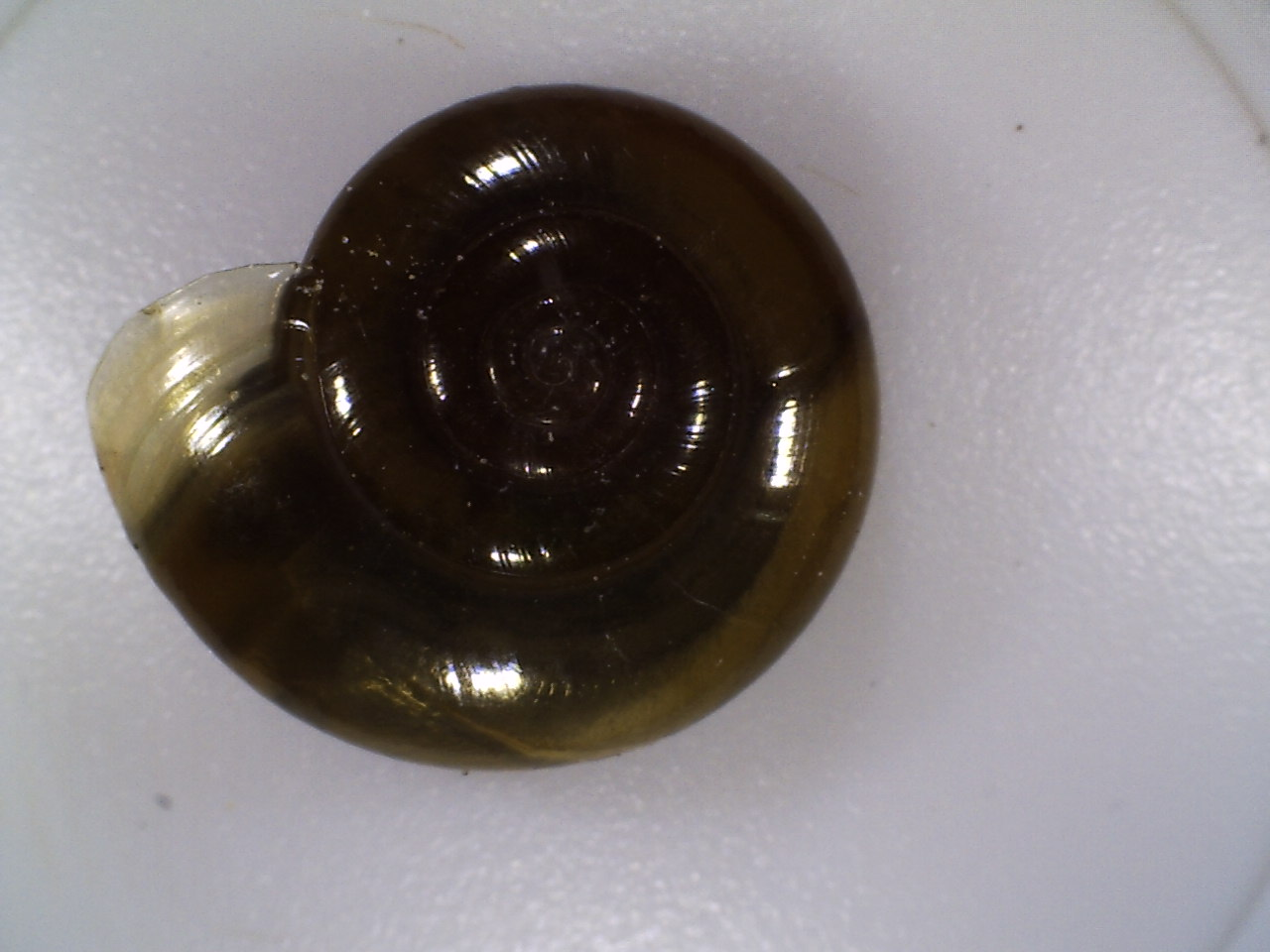
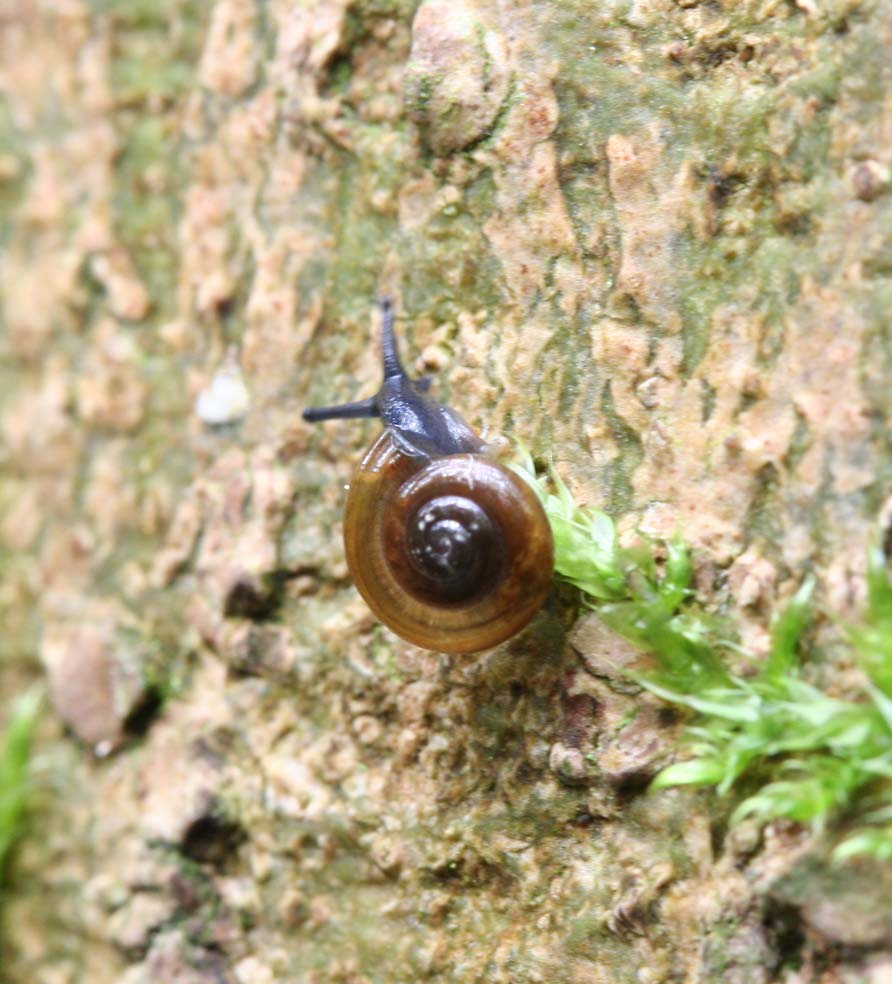